# 1-е Мая (Костромська область)
1-е Мая (рос. 1-е Мая) — хутір в Костромському районі Костромської області Російської Федерації.
Населення становить 380 осіб. Входить до складу муніципального утворення Самсоновське сільське поселення.

## Історія
У 1936-1944 року населений пункт перебував у складі Ярославської області. Від 1944 належить до Костромської області.
Від 2007 року входить до складу муніципального утворення Самсоновське сільське поселення.

## Населення
| 2008 | 2010 | 2014 |
| ---- | ---- | ---- |
| 333  | ↘76  | ↗380 |